# تشرنيغوف

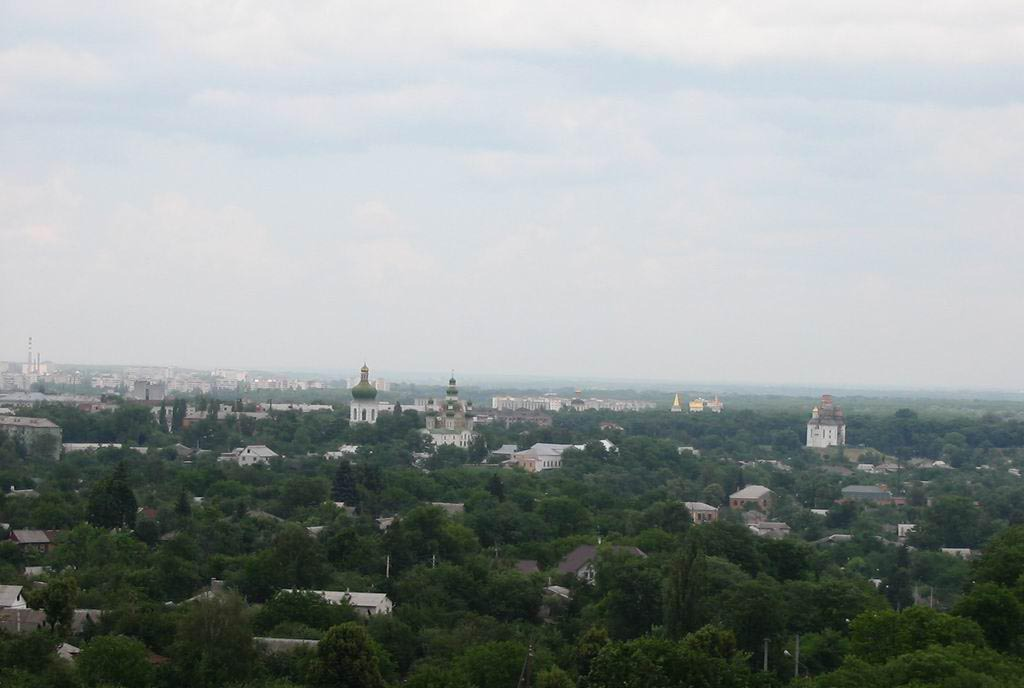
نظرة بانورامية على تشرنيهيف

تشرنيهيف أو شَرنِهيف (بالأوكرانية: Чернігів) أو تشرنيغوف أو شَرنِغيف (بالروسية: Черни́гов) هي مدينة تاريخية في شمال أوكرانيا. وهي المركز الإداري لتشرنيهيف أوبلاست. يقدر عدد سكانها بنحو 299,000 (اعتبارا من 2006).

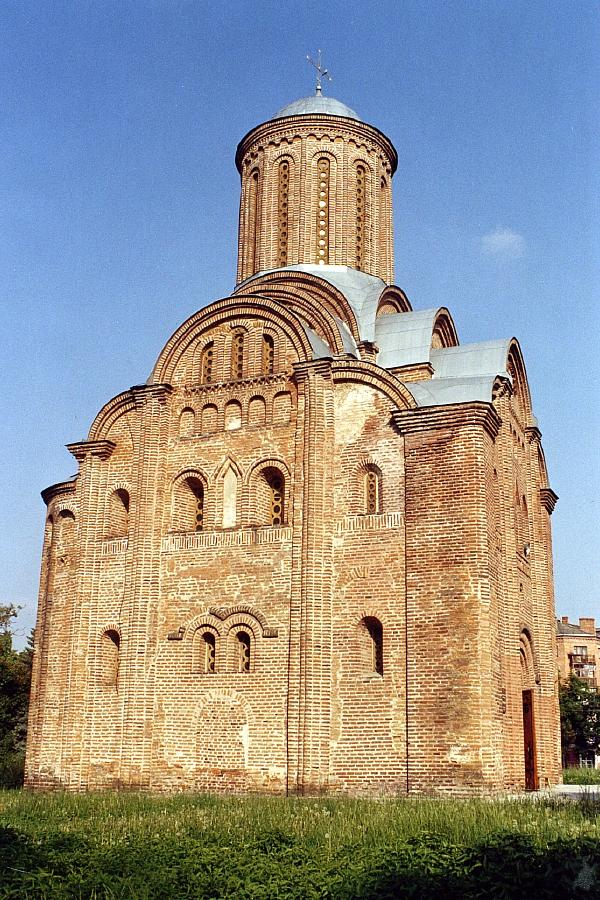
1201
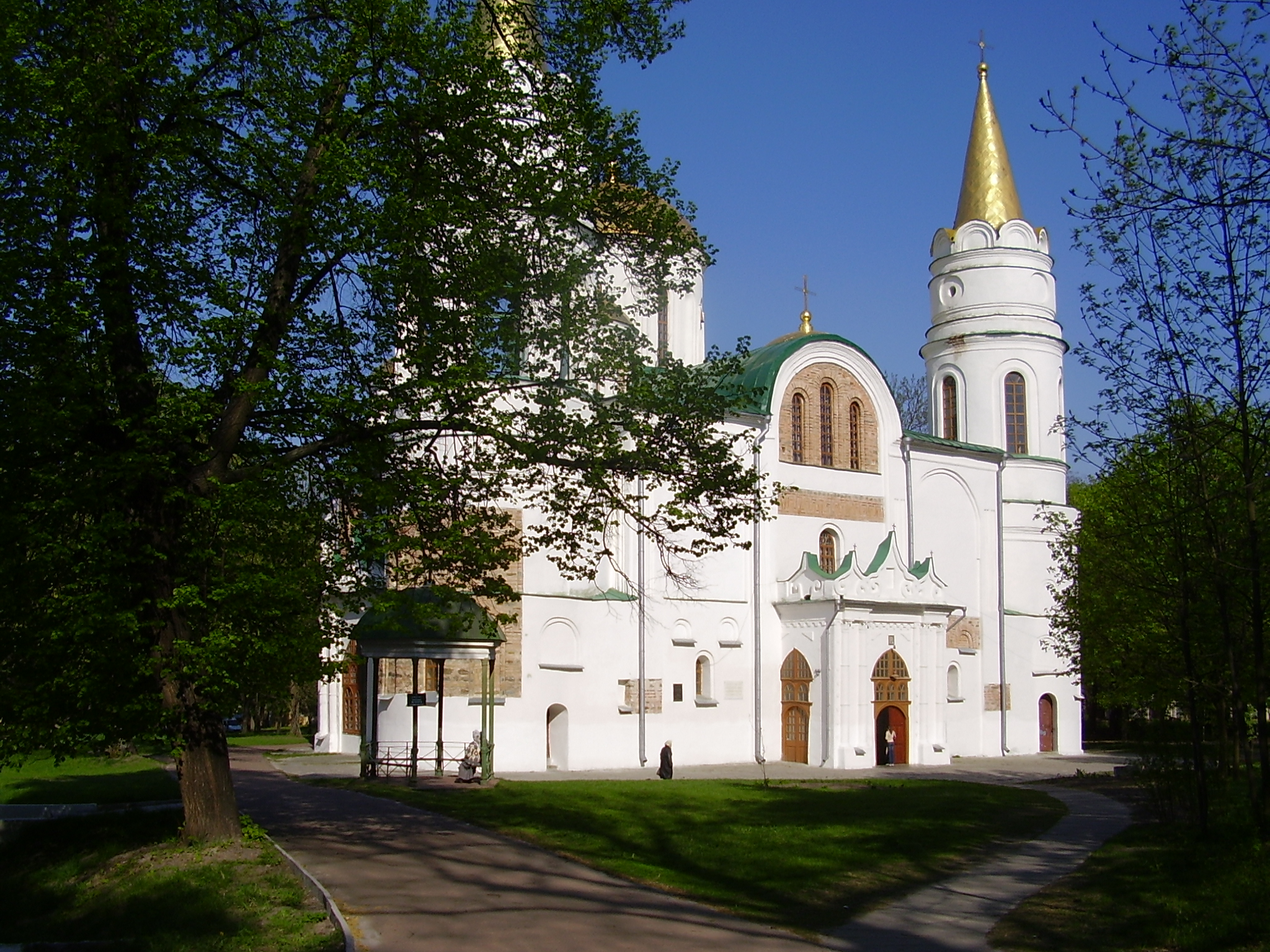
1030
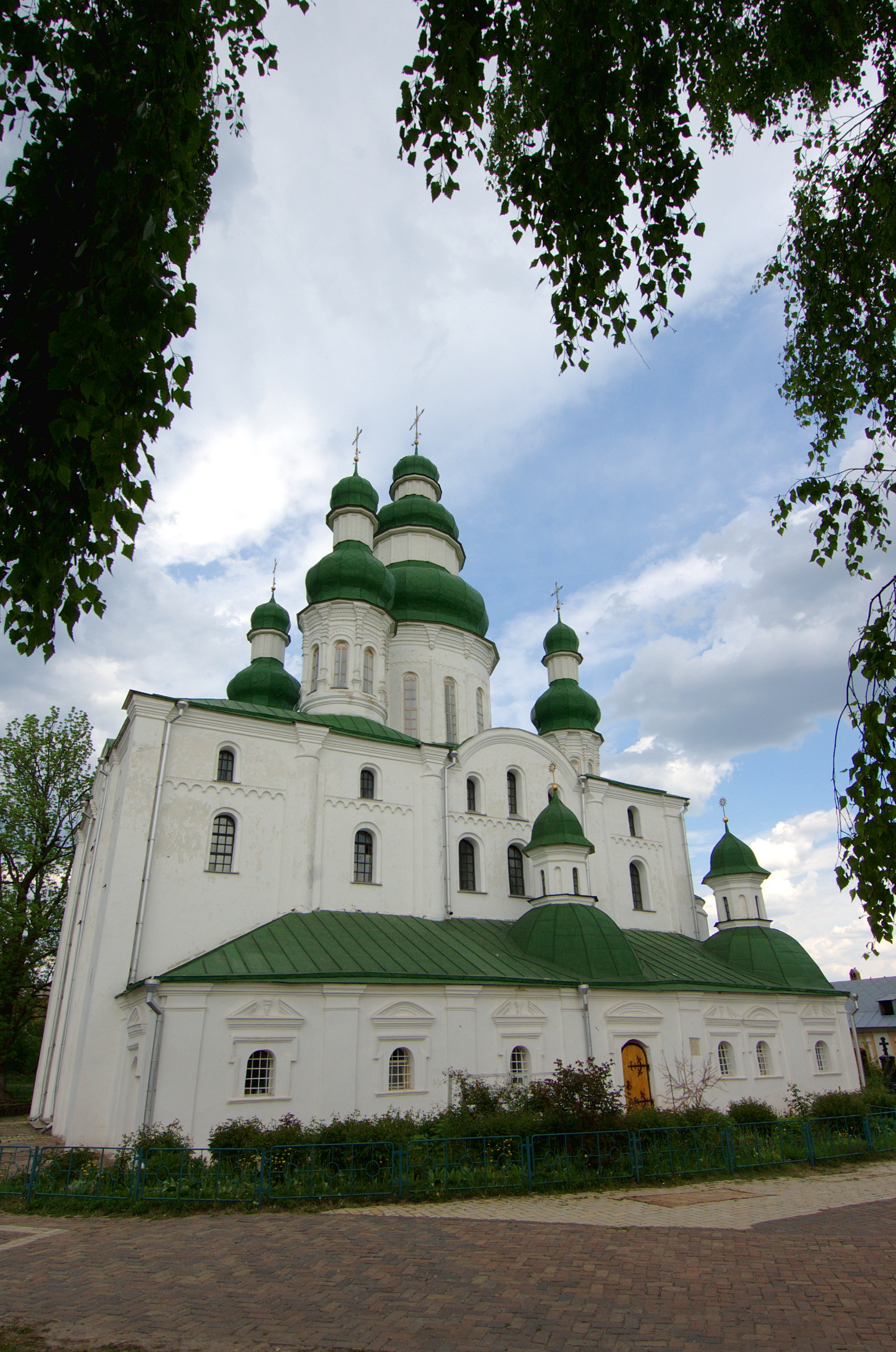

## المناخ
يظهر الجدول التالي التغييرات المناخية على مدار السنة لتشرنيغوف:
| البيانات المناخية لـتشرنيغوف      | البيانات المناخية لـتشرنيغوف | البيانات المناخية لـتشرنيغوف | البيانات المناخية لـتشرنيغوف | البيانات المناخية لـتشرنيغوف | البيانات المناخية لـتشرنيغوف | البيانات المناخية لـتشرنيغوف | البيانات المناخية لـتشرنيغوف | البيانات المناخية لـتشرنيغوف | البيانات المناخية لـتشرنيغوف | البيانات المناخية لـتشرنيغوف | البيانات المناخية لـتشرنيغوف | البيانات المناخية لـتشرنيغوف | البيانات المناخية لـتشرنيغوف |
| الشهر                             | يناير                        | فبراير                       | مارس                         | أبريل                        | مايو                         | يونيو                        | يوليو                        | أغسطس                        | سبتمبر                       | أكتوبر                       | نوفمبر                       | ديسمبر                       | المعدل السنوي                |
| --------------------------------- | ---------------------------- | ---------------------------- | ---------------------------- | ---------------------------- | ---------------------------- | ---------------------------- | ---------------------------- | ---------------------------- | ---------------------------- | ---------------------------- | ---------------------------- | ---------------------------- | ---------------------------- |
| الدرجة القصوى °م (°ف)             | 9.6 (49.3)                   | 16.2 (61.2)                  | 22.3 (72.1)                  | 28.9 (84.0)                  | 33.5 (92.3)                  | 39.0 (102.2)                 | 38.9 (102.0)                 | 38.0 (100.4)                 | 32.6 (90.7)                  | 27.8 (82.0)                  | 18.4 (65.1)                  | 14.0 (57.2)                  | 39.0 (102.2)                 |
| متوسط درجة الحرارة الكبرى °م (°ف) | −3.1 (26.4)                  | −1.9 (28.6)                  | 3.8 (38.8)                   | 13.0 (55.4)                  | 20.0 (68.0)                  | 23.3 (73.9)                  | 25.2 (77.4)                  | 24.3 (75.7)                  | 18.5 (65.3)                  | 11.5 (52.7)                  | 3.8 (38.8)                   | −1.2 (29.8)                  | 11.4 (52.6)                  |
| المتوسط اليومي °م (°ف)            | −5.6 (21.9)                  | −4.9 (23.2)                  | −0.1 (31.8)                  | 8.0 (46.4)                   | 14.4 (57.9)                  | 17.8 (64.0)                  | 19.5 (67.1)                  | 18.4 (65.1)                  | 12.9 (55.2)                  | 6.9 (44.4)                   | 1.0 (33.8)                   | −3.4 (25.9)                  | 7.1 (44.7)                   |
| متوسط درجة الحرارة الصغرى °م (°ف) | −8.7 (16.3)                  | −8.2 (17.2)                  | −3.7 (25.3)                  | 3.3 (37.9)                   | 8.9 (48.0)                   | 12.4 (54.3)                  | 14.2 (57.6)                  | 13.1 (55.6)                  | 8.0 (46.4)                   | 2.9 (37.2)                   | −1.6 (29.1)                  | −6.1 (21.0)                  | 2.9 (37.2)                   |
| أدنى درجة حرارة °م (°ف)           | −36 (−33)                    | −33.9 (−29.0)                | −29.9 (−21.8)                | −13.9 (7.0)                  | −2.2 (28.0)                  | 1.1 (34.0)                   | 3.9 (39.0)                   | 2.0 (35.6)                   | −4.3 (24.3)                  | −10.8 (12.6)                 | −23.5 (−10.3)                | −28 (−18)                    | −36 (−33)                    |
| الهطول مم (إنش)                   | 41.2 (1.62)                  | 35.1 (1.38)                  | 35.5 (1.40)                  | 44.4 (1.75)                  | 50.8 (2.00)                  | 82.9 (3.26)                  | 83.8 (3.30)                  | 66.2 (2.61)                  | 58.4 (2.30)                  | 38.8 (1.53)                  | 45.6 (1.80)                  | 45.5 (1.79)                  | 628.2 (24.73)                |
| متوسط أيام هطول الأمطار           | 20.4                         | 17.9                         | 14.6                         | 11.1                         | 10.2                         | 10.4                         | 8.2                          | 8.6                          | 9.5                          | 11.4                         | 15.8                         | 19.7                         | 157.8                        |
| متوسط الأيام المثلجة              | 16                           | 13                           | 8                            | 2                            | 0                            | 0                            | 0                            | 0                            | 0                            | 2                            | 8                            | 15                           | 64                           |
| متوسط الرطوبة النسبية (%)         | 85.5                         | 81.6                         | 75.1                         | 64.0                         | 63.3                         | 66.7                         | 68.6                         | 68.4                         | 74.8                         | 80.4                         | 87.3                         | 88.0                         | 75.3                         |
| ساعات سطوع الشمس الشهرية          | 49.6                         | 70.0                         | 127.1                        | 201.0                        | 279.0                        | 285.0                        | 303.8                        | 275.9                        | 183.0                        | 120.9                        | 36.0                         | 34.1                         | 1٬965٫4                      |
| المصدر #1: Climatebase.ru         |                              |                              |                              |                              |                              |                              |                              |                              |                              |                              |                              |                              |                              |
| المصدر #2: Weatherbase            |                              |                              |                              |                              |                              |                              |                              |                              |                              |                              |                              |                              |                              |

## توأمة
لتشرنيغوف اتفاقيات توأمة مع كل من:
- بريليب
- غابروفو (1 سبتمبر 2007 - )
- غوميل (1 يونيو 2001 - )[10]
- تارنوبزج
- بريانسك
- ميمينجين (1 أكتوبر 2009 - )
- هرادتس كرالوفه (3 سبتمبر 2010 - )
- مايتشي (2001 - )
- بلدية أوغري (2007 - )
- أوغره (2007 - )

## أعلام
- ياروبولك الثاني
- جاكوب تاماركين
- ايجور بابورين
- دميترو ميتروفانوف
- بافلو بوليهينكو

## وصلات خارجية
- الموقع الرسمي